# August Sabbe
August Sabbe (1 september 1909 – 27 of 28 september 1978) was een van de laatst overlevende Estste leden van de Woudbroeders, een groep inwoners van Estland, Letland en Litouwen die zich verzetten tegen de bezetting van hun landen door de Sovjet-Unie. Sabbe verborg zich in de bossen van Estland en leefde van het land.
In 1978 werd Sabbe door twee KGB-agenten ontdekt nabij zijn geboorteplaats Paidra in het zuidoosten van Estland. Toen zij hem probeerden te arresteren sprong hij in de Võhandu en verdronk, per ongeluk of met opzet. Hij ligt begraven op de Raadi-begraafplaats in Tartu.
Voor Sabbe is een monument opgericht ten westen van Route 65 tussen Leevi en Tsolgo.